# Sommer-Paralympics 2004/7er-Fußball
Bei den Sommer-Paralympics 2004 in Athen wurde in einem Wettbewerb 7er-Fußball Medaillen vergeben. Die Entscheidungen fielen zwischen dem 19. und dem 27. September 2004. Der Spielort war das Olympic Hockey Centre, wo auch die olympischen Hockeyturniere stattfanden.

## Qualifikation

### Qualifizierte Mannschaften
Insgesamt hatten sich acht Mannschaften bei den Männern für die Paralympics qualifiziert:
| Kontinent       | Anzahl | Teilnehmer                          |
| --------------- | ------ | ----------------------------------- |
| aus Asien       | 1      | Iran                                |
| aus Europa      | 4      | Irland Niederlande Russland Ukraine |
| aus Nordamerika | 1      | Vereinigte Staaten                  |
| aus Südamerika  | 2      | Argentinien Brasilien               |

### Kader
Die Kader der einzelnen Mannschaften sahen wie folgt aus:

## Spielmodus
Die Mannschaften starteten zunächst mit einer Gruppenphase mit zwei Gruppen, in der jeder gegen jeden spielte. Anschließend kamen die Gewinner und die Zweiten jeder Gruppe weiter und spielten im K.-o.-System gegeneinander.
Die übrigen Mannschaften spielten um die Plätze 5 bis 8.

## Vorrunde

### Gruppe A
| Pl. | Land        | Sp. | S | U | N | Tore    | Diff. | Punkte |
| --- | ----------- | --- | - | - | - | ------- | ----- | ------ |
| 1. | Ukraine     | 3   | 2 | 1 | 0 | 014:400 | +10   | 07     |
| 2. | Argentinien | 3   | 1 | 2 | 0 | 009:600 | +3    | 05     |
| 3. | Iran        | 3   | 1 | 1 | 1 | 011:100 | +1    | 04     |
| 4. | Irland      | 3   | 0 | 0 | 3 | 004:180 | −14   | 0      |
| Stand: Abkürzungen: Pl. = Platz, Sp = Spiele, S = Siege, U = Unentschieden, N = Niederlagen Erläuterungen: Spiele um den 1. bis 4. Platz, Spiel um den 5. Platz, Spiel um den 7. Platz |             |     |   |   |   |         |       |        |

| Rang | Nation      | Ukraine | Argentinien | Iran | Irland |
| ---- | ----------- | ------- | ----------- | ---- | ------ |
| 1    | Ukraine     |         | 2:2         | 6:2  | 6:0    |
| 2    | Argentinien | 2:2     |             | 2:2  | 5:2    |
| 3    | Iran        | 2:6     | 2:2         |      | 7:2    |
| 4    | Irland      | 0:6     | 2:5         | 2:7  |        |

### Gruppe B
| Pl. | Land               | Sp. | S | U | N | Tore    | Diff. | Punkte |
| --- | ------------------ | --- | - | - | - | ------- | ----- | ------ |
| 1. | Brasilien          | 3   | 3 | 0 | 0 | 012:200 | +10   | 09     |
| 2. | Russland           | 3   | 2 | 0 | 1 | 011:300 | +8    | 06     |
| 3. | Niederlande        | 3   | 1 | 0 | 2 | 008:140 | −6    | 03     |
| 4. | Vereinigte Staaten | 3   | 0 | 0 | 3 | 001:130 | −12   | 0      |
| Stand: Abkürzungen: Pl. = Platz, Sp = Spiele, S = Siege, U = Unentschieden, N = Niederlagen Erläuterungen: Spiele um den 1. bis 4. Platz, Spiel um den 5. Platz, Spiel um den 7. Platz |                    |     |   |   |   |         |       |        |

| Rang | Nation      | Brasilien | Russland | Niederlande | USA |
| ---- | ----------- | --------- | -------- | ----------- | --- |
| 1    | Brasilien   |           | 2:1      | 6:1         | 4:0 |
| 2    | Russland    | 1:2       |          | 7:1         | 3:0 |
| 3    | Niederlande | 1:6       | 1:7      |             | 6:1 |
| 4    | USA         | 0:4       | 0:3      | 1:6         |     |

## Finalrunde

### Spiele um den 1. bis 4. Platz – Halbfinale
|           |   |             |     |
| Ukraine   | – | Russland    | 4:1 |
| Brasilien | – | Argentinien | 4:1 |

### Spiel um den 7. Platz
|        |   |                    |     |
| Irland | – | Vereinigte Staaten | 4:0 |

### Spiel um den 5. Platz
|      |   |             |     |
| Iran | – | Niederlande | 3:0 |

### Spiel um den 3. Platz
|          |   |             |     |
| Russland | – | Argentinien | 5:0 |

### Finale
|         |   |           |     |
| Ukraine | – | Brasilien | 4:1 |

## Medaillengewinner
Es wurde lediglich ein Wettbewerb bei den Männern ausgetragen.
| Gold Ukraine     | Volodymyr Antonyuk, Sergiy Babiy, Taras Dutko, Volodymyr Kabanov, Ihor Kosenko, Denys Ponomaryov, Andriy Roztoka, Anatoliy Shevchyk, Vitaliy Trushev, Andriy Tsukanov, Serhiy Vakulenko, Yevhen Zhuchynin           |
| Silber Brasilien | Fabiano Bruzzi, Adriano Costa, Marcos Ferreira, Joseph Guimaraes, Renato Lima, Leandro Marinho, Flavio Pereira, Luciano Rocha, Jean Rodrigues, Peterson Rosa, Marcos Silva, Moises Silva, Sergiy Krot, Sergiy Babiy |
| Bronze Russland  | Pavel Borisov, Evgeny Chubko, Marat Fatiakhdinov, Alexander Frolov, Aleksandr Glushonok, Anton Kalachev, Andrey Kuvaev, Andrey Lozhechnikov, Lasha Murvanidze, Ivan Potekhin, Oleg Smirnov, Alexei Tchesmine        |

## Abschlussplatzierung
| Platz | Land               |
| ----- | ------------------ |
| 01    | Ukraine            |
| 02    | Brasilien          |
| 03    | Russland           |
| 04    | Argentinien        |
| 05    | Iran               |
| 06    | Niederlande        |
| 07    | Irland             |
| 08    | Vereinigte Staaten |